# Adrien Ayestaran
Pour les articles homonymes, voir Ayestaran.
Pas d'image ? Cliquez ici

a Compétitions nationales et continentales officielles uniquement.

b Matchs officiels uniquement.
Dernière mise à jour le 22 juin 2023.
Adrien Ayestaran, né le 7 septembre 1987 à Épinay-sur-Seine, est un joueur international espagnol de rugby à XV de nationalité française, évoluant au poste de demi de mêlée.

## Biographie
Adrien Ayestaran commence le rugby à l'école de rugby de Soisy-sous-Montmorency avant de rejoindre le Métro Racing 92.
En 2005, il rejoint le Biarritz olympique. Il dispute son premier match avec l'équipe première lors de la saison 2009-2010 de Top 14, participant au « derby basque » contre l'Aviron bayonnais en janvier 2010, puis quatre autres rencontres la saison suivante.
Il obtient sa première cape internationale avec l'équipe d'Espagne le 5 février 2011 contre la Russie, dans le cadre du championnat d'Europe au stade du Spartak de Moscou ; son éligibilité avec la sélection espagnole est liée à ses origines basques.
À l'intersaison 2011, il s'engage avec le CA Périgueux, alors en Pro D2. Alors que le club est relégué en Fédérale 1, il choisit de rester au club une seconde saison.
Il signe un pré-contrat pendant la saison 2013-2014 avec le Soyaux Angoulême XV, évoluant alors en Fédérale 2. Il participe dès sa première année à la montée en Fédérale 1. Ayestaran devient capitaine de l'équipe,, et œuvre également à l'accession à la Pro D2 du club charentais deux saisons après la précédente. En parallèle de sa carrière sportive professionnelle, il obtient un CAP en boucherie.
En fin de contrat en 2021, un premier départ est pressenti une année plus tôt vers le Biarritz olympique, sans suite,.
Alors que le club charentais est relégué en Nationale, Ayestaran quitte le club après huit saisons et s'engage à l'intersaison avec l'US Dax dans la même division, signant un contrat de deux saisons.
À l'issue de son contrat, il s'engage à l'intersaison 2023 avec le RC Orléans, pensionnaire de Fédérale 1. Après une première saison au terme de laquelle le club obtient sa promotion en Nationale 2, il prolonge à plusieurs reprises, pour une saison en 2024 puis deux supplémentaires en 2025.

## Palmarès
- Championnat de France de Nationale :
  - Vice-champion : 2023[note 1],[18] avec l'Union sportive dacquoise.

## Statistiques en équipe nationale
- 8 sélections[2].
- 5 points (1 essai)[2].